# Marcin Kowalczyk (1985)
Marcin Kowalczyk (Wieruszów, 9 aprile 1985) è un ex calciatore polacco, di ruolo difensore.

## Palmarès

### Club

#### Competizioni nazionali
- Supercoppa di Polonia: 1

Slask Wroclaw: 2012